# SN 2006lq
SN 2006lq – supernowa typu Ia odkryta 13 października 2006 roku w galaktyce A021635-0009. W momencie odkrycia miała maksymalną jasność 22,20m.